# Staruchy
Staruchy – kolonia w Polsce położona w województwie wielkopolskim, w powiecie tureckim, w gminie Dobra.
W latach 1975–1998 miejscowość położona była w województwie konińskim.